# 安城学园大学短期大学部
安城学园大学短期大学部（日语：／ Anjō Gakuen  Daigaku Tanki Daigakubu *）是过去一所位于日本爱知县安城市的私立短期大学。

## 概要

### 简介
- 短期大学为于1966年开办[1]、由学校法人安城学园经营。招生到1978年、停办于1978年12月25日[2]。招収只女学生从1966年。

### 历史
- 1966年 爱知女子大学短期大学部成立并同时设置幼儿教育科。
- 1968年 改校名为安城学园大学短期大学部[1]。
- 1978年 最后一年招生、次年停止招生（正式停办于1978年12月25日[2]

## 学校环境
- 校区：在了爱知县安城市[注 1]

## 历任校长
- 寺部だい：第一代短期大学校长[3]。
- 寺部清毅：最后短期大学校长[4]。

## 组织

### 学科
- 幼儿教育科

### 专科
| - 没有 |

### 业余课程
| - 没有 |

## 相关链接
- 日本短期大学列表
- 爱知学泉短期大学